# Nanotechnology
A Nanotechnology egy 2009-es alapítású lektorált fizikai szakfolyóirat. Kiadója az IOP Publishing mely a folyóiratot hetente adja közre. Főszerkesztője a Yale munkatársa, Mark Reed a kezdetektől fogva napjainkig.

## Tartalma
A folyóiratban elsősorban olyan tudományos és technikai jellegű cikkeket közölnek, melyek a nanovilág fizikai jellemzésével, illetve ennek határterületeivel foglalkoznak. A kiadvány témái  nanotechnológa legtöbb ágát lefedik, így például nanoszerkezetek megfigyelésével, jellemzésével, kialakításával és manipulálásával, továbbá nanoméretű eszközök kifejlesztésével kapcsolatos közlemények szerepelhetnek benne. Elméleti és kísérleti munkákat egyaránt közölnek, melyek témája például a nanovilág fizikai, kémiai, biológiai természetének feltárása. Az alapkutatás mellett alkalmazott fizikai eredményeket is közöl, például a nanoszerkezetek számítástechnikai, biotechnológiai alkalmazásairól.

## Tudománymetrikai adatai
| Mérőszám                                                | 2015  |
| ------------------------------------------------------- | ----- |
| Összes publikáció                                       |       |
| Impaktfaktor (hatástényező)                             | 3,573 |
| Az impaktfaktor ötéves átlaga (five-year impact factor) |       |
| Közvetlenségi index (immediacy index)                   |       |
| Az idézések felezési ideje (cited half-life)            |       |
| EigenFactor-pontszám                                    | 0,091 |
| A cikkek hatása (Article Influence Score)               |       |
| CiteScore                                               |       |
| (Source-Normalized Impact per Page, SNIP)               |       |
| SCImago-rang (SJR)                                      | 1,196 |
| 1. 2. 3. 4. 5. 6. 7.                                    |       |